# Rombicosidodecaedro tridiminuído
Em geometria, o rombicosidodecaedro tridiminuído é um dos sólidos de Johnson (J83). Pode ser construído como um rombicosidodecaedro com três cúpulas pentagonais removidas.